# Pachysphinx modesta
Pachysphinx modesta (tên tiếng Anh: Modest sphinx) là một loài bướm đêm thuộc họ Sphingidae. It ranges từ miền nam Hoa Kỳ up và throughout Canada.

## Hình ảnh

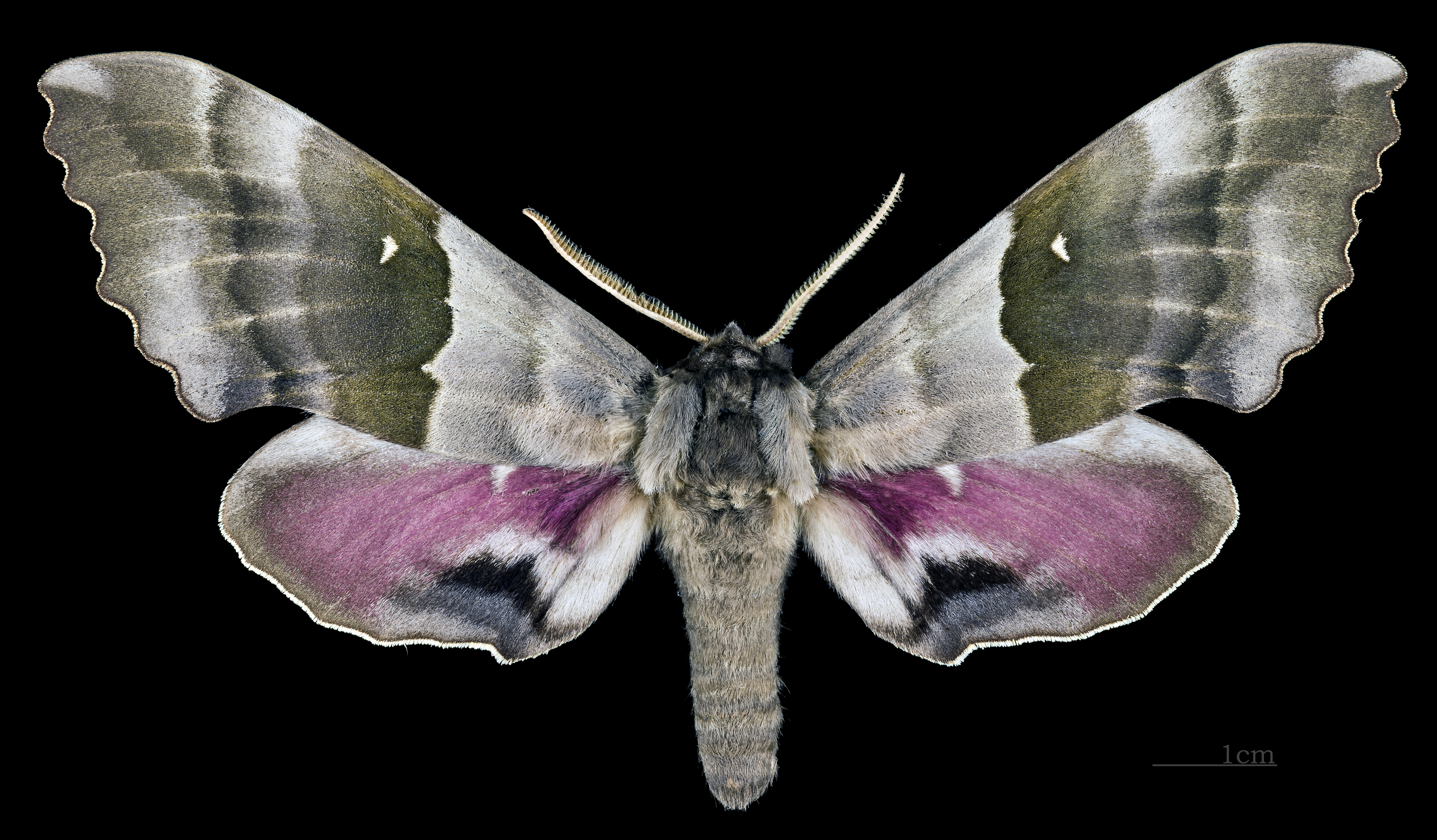
Pachysphinx modesta ♂
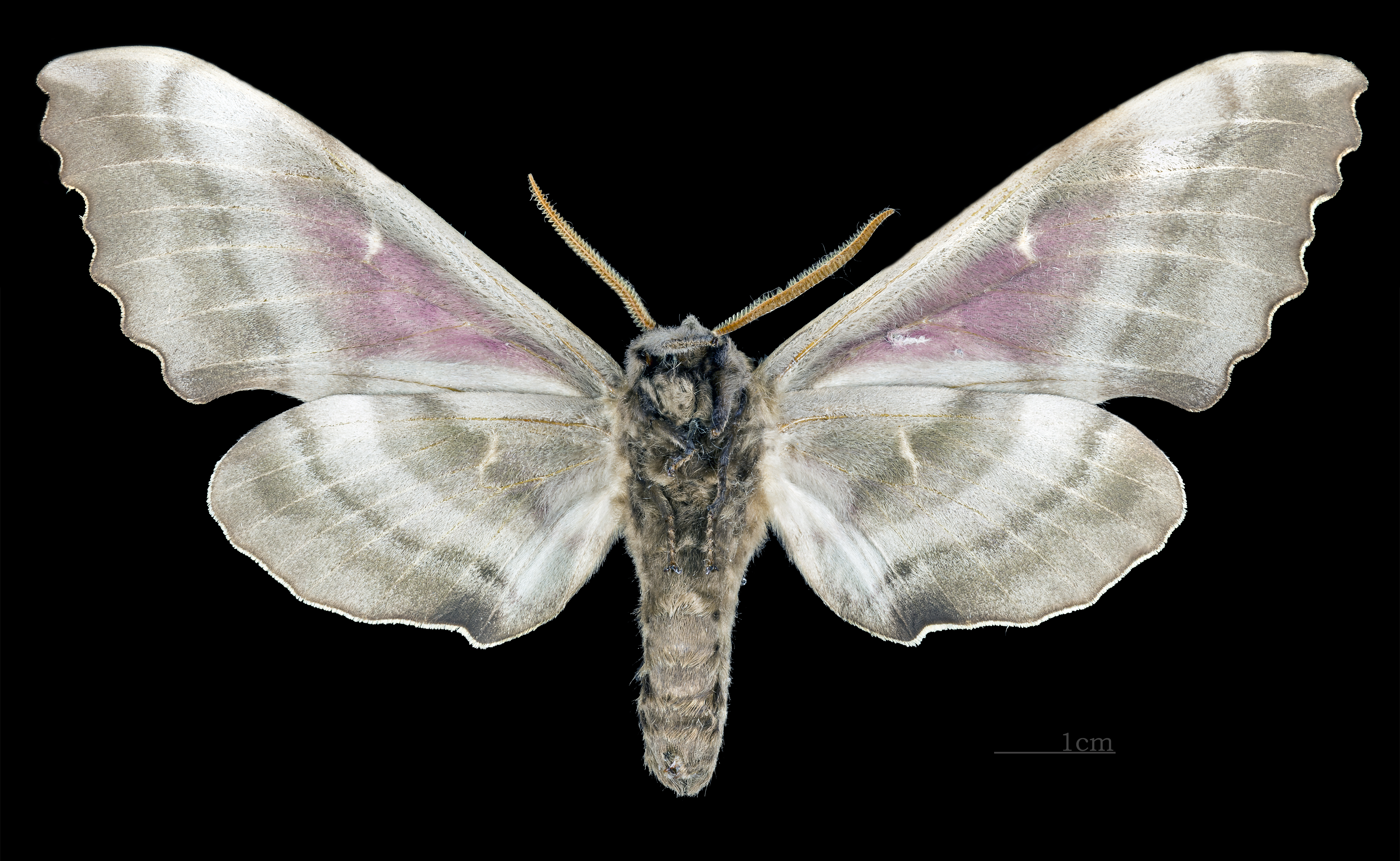
Pachysphinx modesta ♂  △
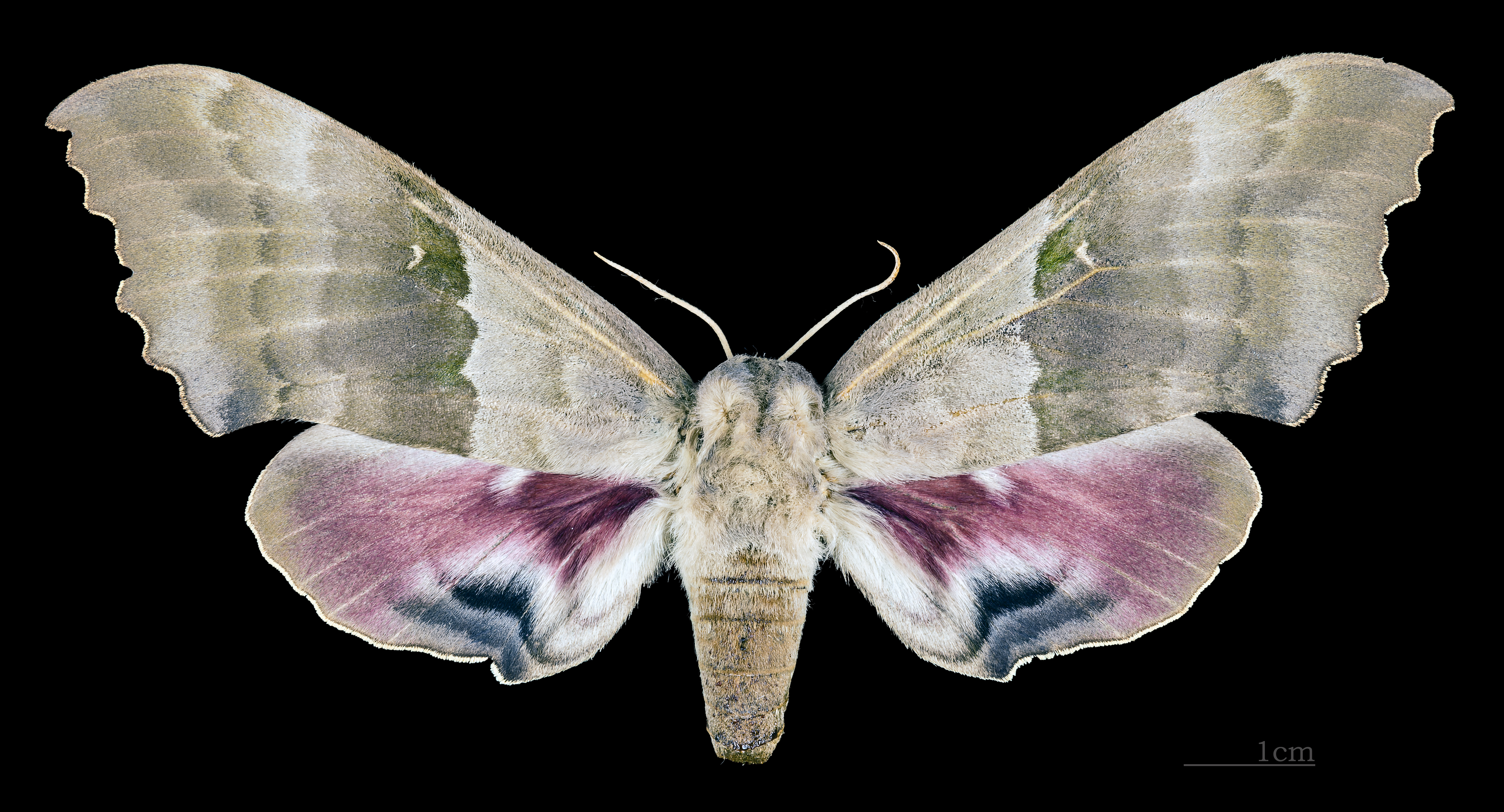
Pachysphinx modesta  ♀
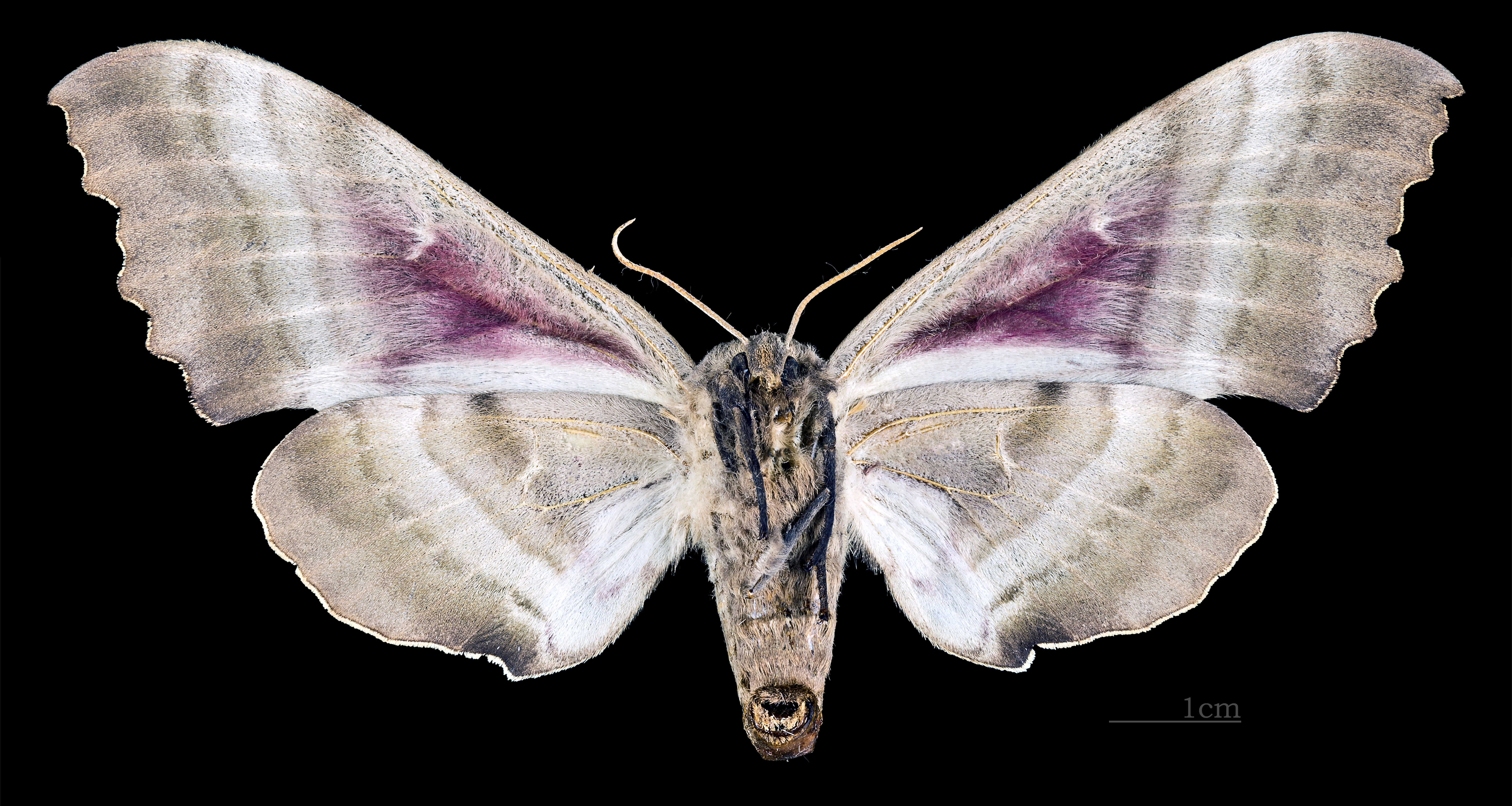
Pachysphinx modesta  ♀ △
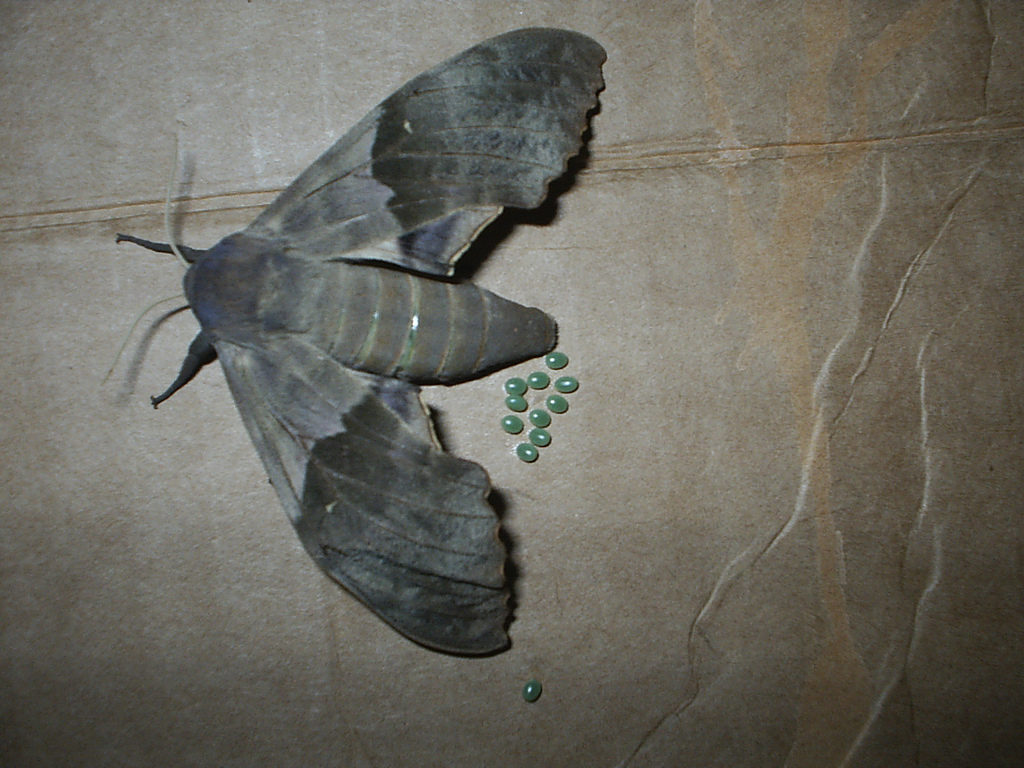